# Euphrasia amurensis
Euphrasia amurensis är en snyltrotsväxtart som beskrevs av Josef Franz Freyn. Euphrasia amurensis ingår i släktet ögontröster, och familjen snyltrotsväxter. Inga underarter finns listade i Catalogue of Life.